# Manuel Mosquera Garcés
Manuel Mosquera Garcés (Quibdó, Chocó, 22 de junio de 1907-Bogotá, 31 de enero de 1972) fue un periodista, académico y político colombiano.
Vinculado al Partido Conservador, sirvió en el Ministerio de Educación y Trabajo a principios de los años cincuenta en los gobiernos de Mariano Ospina Pérez, Roberto Urdaneta y el general Gustavo Rojas Pinilla. Además de su extensa labor periodística y literaria, es reconocido como uno de los primeros chocoanos y afrodescendientes en el siglo xx que ocupara una posición de alto rango en el gobierno colombiano y en ser considerado como posible presidenciable en representación de su partido político.

## Biografía

### Primeros años
Hijo de Juan Bautista Mosquera Marmolejo y Eulalia Garcés Salas, Manuel Mosquera Garcés nació en la capital del departamento del Chocó, Quibdó, ubicada en la costa Pacífica de Colombia. Mosquera Garcés fue el sexto de los ocho hijos de este matrimonio, a saber: Juan Bautista, Eulalia, Fausto Nicanor, Carmen, Josefina, Cándida y Luis Néstor.
Manuel Mosquera Garcés estudió su secundaria en el Colegio Mayor de San Bartolomé ubicado en la ciudad de Bogotá, gracias a que obtuvo la Beca Bartolina en 1926. En esta institución, Mosquera Garcés encuentra su pasión por la escritura. Tal como lo presenta un artículo de la Revista Semana en 1950: "cuando llegó a la adolescencia (...) ya leía a los clásicos españoles; y si no lo atraía decididamente el ímpetu militante de Santa Teresa o de San Juan de la Cruz, sentía, en cambio, el ansia de vivir en santidad y de escribir tan bellamente como ellos. Su emoción se desbordó primero sobre las revistas del colegio, donde los condiscípulos empezaron a ver, con un puntillo de envidia, artículos firmados por Manuel Mosquera Garcés (...)."
A principios de los años treinta, Mosquera Garcés inicia estudios en Derecho en Bogotá como beneficiario de una beca de la Intendencia del Chocó ofrecida a jóvenes de la región. Sin embargo, de acuerdo con diferentes fuentes, no es claro si Mosquera Garcés terminó sus estudios en la Universidad Externado de Colombia o la Universidad Nacional de Bogotá.
En 1933, Mosquera Garcés contrae matrimonio con la bogotana, Emma Pardo Abondano, con quien tuvo tres hijos: Marco Fidel, Ernesto y Cecilia. Es importante anotar que Mosquera Garcés bautizó a su primer hijo con el mismo nombre de uno de los intelectuales colombianos por lo que profesaba una inmensa admiración: Marco Fidel Suárez. En 1940, editó "Los sueños de Luciano Pulgar, "obra en la que Suárez presenta su pensamiento sobre la literatura colombiana. Según Libardo Arriaga Copete, Mosquera Garcés" (...) escribió el Prólogo al tomo undécimo [de este libro] que vino a ser no solamente el más enjundioso y veraz de los estudios sobre Suárez, sino su mejor presentación como hombre benemérito en el que sobresalen la fidelidad a sus creencias religiosas y lo versado que fue en asuntos que interesan de común a las naciones."

### Periodista, maestro y escritor
Para mediados de los años veinte, Mosquera Garcés inicia su carrera como periodista en el diario "El Debate." En esta publicación bogotana de corte conservador, Mosquera Garcés fue cronista de policía y comentarista político. Su columna en este periódico se titulaba "Pretextos."
Ya como un consolidado comentarista de derecha, Mosquera Garcés hizo parte de la redacción del periódico "El País," del cual también llegó a ser su director. Mosquera Garcés también colaboró como redactor en el diario ABC de Quibdó para 1930. De su trabajo para esta publicación, vale destacar su artículo “El arte negro dentro de la concepción nacionalista”, donde según el historiador Francisco Javier Flórez Bolívar, Mosquera Garcés "(...) invitó a los sectores negros a abrir una discusión sobre el rol que estaban desempeñando en la definición de los elementos constitutivos de la identidad nacional colombiana. Un buen ejemplo por seguir, argumentó [Mosquera Garcés], era el de Estados Unidos, donde “el arte negro no se contuvo en las solas fronteras de la expresión musical. Trasplantado a las zonas de la actividad literaria, floreció en revistas y publicaciones que […], luchaban, […], contra la opresión yanqui y los distingos aristocráticos que propugnaban por un régimen de castas […].”"
Su evidente tendencia conservadora lo lleva a dirigir diferentes periódicos de esta misma orientación para los años cuarenta. Entre estas publicaciones se encuentra el diario católico de Medellín "El Pueblo" y la revista "Testimonio" de Bogotá, la cual circulaba bajo el eslogan "La voz de simples católicos." En esta última, gracias a la gestión de Mosquera Garcés "(...) se consolidó la idea de una publicación de mayor envergadura que circulara más allá del círculo de amigos de la Hermandad [católica]."
En 1938, con motivo del cuarto centenario de la fundación de Santa Fe de Bogotá, Mosquera Garcés escribe La Ciudad Creyente, libro de ensayo histórico dividido en tres partes: "trata la primera de la acción de España en América, y "defiende el dominio espiritual" por ella ejercido en siglos pasados; la segunda "recuerda el nombre de tres pontífices ilustres que ornaron con sus virtudes y esmaltaron con su saber la silla metropolitana de Bogotá y que, oriundos de esta ciudad, la devolvieron con su memoria piadosa y con la excelencia de sus obras lo que ella les otorgó por la cuna y la preeminencia"; y la tercera "intenta un examen de las corrientes del misticismo y se detiene en el análisis de la literatura religiosa en el medio santafereño" de la época colonial."" Según el periodista Efraín Gaitán Orjuela, La Ciudad Creyente "es un clásico en el Chocó y Colombia por su rigurosidad histórica y la belleza literaria de sus páginas académicas y radicales."
Este libro tiene una segunda edición en la colección Biblioteca del Darién de 1992, proyecto patrocinado por Colcultura. El texto de Mosquera Garcés es el Volumen 6.
Para la década de los cincuenta, Mosquera Garcés dirige el primer diario económico de Colombia, "La República," el cual fue fundado en 1954 por seguidores políticos del expresidente Mariano Ospina Pérez. Durante el gobierno del general Gustavo Rojas Pinilla, Mosquera Garcés fue nombrado director del "Diario Oficial," el cual "(...) se transformó [en] el tradicional órgano de publicación de los actos del gobierno." Así mismo, fue director del periódico oficialista "La Paz."
Mosquera Garcés también colaboró en revistas académicas como la Revista de Indias y la Revista de la Universidad Católica Bolivariana (hoy Universidad Pontificia Bolivariana). En esta última institución, Mosquera Garcés ejerció como profesor de Literatura Española y Filosofía. Al aspirar a ser maestro como Miguel Antonio Caro y Marco Fidel Suárez, Mosquera Garcés fue también profesor de la Pontificia Universidad Javeriana, el Colegio Mayor Universidad del Rosario, el Colegio Santo Tomás, y el Colegio Liceo de Cervantes Retiro. En esta institución de educación secundaria, Mosquera Garcés fue mentor de Camilo Torres, por lo que se sostiene que "(...) éste ejerciera, mediante su acción proselitista y misionera alguna influencia en la decisión de Camilo para ser sacerdote." Según Alberto Dangond Uribe, José Gutiérrez y Luis Villar Borda, los motivos que llevaron a Torres Restrepo a tomar este camino fue la vehemencia y claridad con la que "el negro" Mosquera defendía sus convicciones religiosas.
Es precisamente su pensamiento católico y afiliación al partido conservador lo que lo alejan ideológicamente de su contemporáneo y amigo, Diego Luis Córdoba. Córdoba alegaba que la pertenencia al Partido Liberal era la más coherente con la pertenencia racial. Su diferencia de visiones acerca de esta interpretación, se ilustra en una anécdota, registrada por la Revista Semana en 1950 la cual es a su vez recordada por Libardo Arriaga Copete, sobre un diálogo entre ambos políticos: "En una noche de copas, su amigo Diego Luis Córdoba le dijo: "Es absurdo, Manuel, que tú, un negro con antepasados esclavos, seas conservador. Un liberal libertó a nuestros abuelos." "Sí, Diego Luis, contestó Mosquera. Pero entre tú y yo hay una diferencia: tú eres un manumiso de José Hilario López y yo soy un redimido de San Pedro Claver."
Según el historiador Pietro Pisano, "la respuesta de Mosquera Garcés demuestra que, más allá de la retórica, la adscripción partidista respondía a un complejo conjunto de factores, en el cual la pertenencia racial representaba un argumento importante, pero no el único (...) Para Mosquera Garcés, era más fácil identificarse con un partido que se apoyaba en los valores en que creía y adaptar su pertenencia racial a ello."
Mosquera Garcés fue miembro de número de la Academia Colombiana de la Lengua y miembro honorario de la Academia de Filosofía y de la Sociedad Bolivariana de Colombia. Utilizó el seudónimo "Mosquetero."
La Universidad Pontificia Bolivariana publica en 1972 su obra póstuma, Vigencia de la Cultura. Texto compuesto por tres ensayos titulados: "Quebranto y Restauración de la Cultura;" "España de Indias;" y, "Suárez, Político de Dios."

### El político conservador y católico
El primer cargo político que ostentó Mosquera Garcés fue como secretario de prensa de la Presidencia de Mariano Ospina para finales de 1940. Por la defensa que realizó en favor de Laureano Gómez cuando se reunieron las cámaras, Mosquera Garcés aseguró su nombramiento como Ministro de Educación. Una de sus más grandes contribuciones en este ministerio, fue la creación del ICETEX. Si bien esta idea es resultado de la tesis de maestría del saliente ministro Gabriel Betancourt Mejía, es Mosquera Garcés quien firma el decreto 2586 de 1950 que formaliza la creación del "Instituto Colombiano de Especialización Técnica en el Exterior."
Como ministro de Educación y en tal calidad asiste en 1950 como representante de Colombia a la conferencia de la UNESCO en Cuba.
Mosquera Garcés también estuvo a cargo del Ministerio de Trabajo bajo el gobierno de Roberto Urdaneta y el Ministerio de Educación en la dictadura del general Rojas Pinilla. Por la afiliación a este último gobierno, su carrera como político se ve truncada. Al respecto, Mariano Ospina comentó en 1972 lo siguiente: "A Mosquera se le criticó en un momento dado el que hubiera colaborado con el gobierno del General Rojas Pinilla y le hubiera prestado su apoyo, pero hay que entender ciertas relaciones humanas. (...) Ciertamente el doctor Mosquera se distanció durante un reducido lapso de su vida de la orientación política que yo preconizaba, pero no recuerdo que haya incurrido en actos parecidos a los de otros personajes que lucharon a mi lado y posteriormente volvió a tomar la posición que le correspondía como conservador, como demócrata y como colombiano." Mosquera Garcés era, precisamente, perteneciente al ospino-pastranismo.
A pesar de este lapso, para la década de 1960 es elegido como representante al Senado y la Cámara por parte del departamento del Chocó. Así mismo, llega a ser Presidente del Congreso en 1966, puesto que ya había ocupado en 1952, y Vicepresidente del Senado en 1972.

### Homenajes y reconocimientos
Manuel Mosquera Garcés muere repentinamente el 31 de enero de 1972 a causa de un infarto. Como homenaje a este personaje, los Anales del Congreso dedicaron el número 25 del año XV a exaltar su vida y labor en el Partido Conservador y la academia.
Entre los artículos publicados, Mario Laserna Pinzón recuerda en su artículo, "Mosquera Garcés y la Hermandad Colombiana: «Para mí constituye un recuerdo imborrable lo que ocurría en medio de ese pequeño grupo: Manuel Mosquera, el Negro Mosquera como lo llamábamos, con su verbo candente y su acerada lógica, explicaba el sentido de un pasaje en los documentos pontificios. Nos interpretaba a Maritain. Indicaba cuál era el deber y la responsabilidad de un intelectual; de un profesor universitario católico (...) Un hombre de piel negra; un intelectual venido del Chocó enseñaba a Magistrados de la Corte, a médicos-siquiatras [sic], a tratadistas de derecho, a rubios y eruditos germanos, cuál era era el sentido histórico de la catástrofe  que vivía el mundo? No creo que Colombia pueda renunciar al hecho de que grupos políticos e intelectuales nacionales importantes hayan tenido como maestros, como abanderados en su ideología, de su manera de mirar en el país y sus gentes a hombres de raza negra: Para nosotros Manuel Mosquera Garcés, para el liberalismo Diego Luis Córdoba o Natanael Díaz.»
Por su parte, el expresidente Mariano Ospina comentó en memoria de Mosquera Garcés: « [...] no puede negarse que el doctor Mosquera fue una personalidad eminente por muchos aspectos: católico ferviente y convencido; conservador doctrinario y militante; educador y catedrático; escritor castizo, orador elocuente, patriota esclarecido, de agradable trato a la vez que de gran valor civil y ejemplar exponente del Chocó su patria chica y del pensamiento antioqueño, ya que el Chocó formaba parte de Antioquia, al menos políticamente, en la época del nacimiento de Manuel Mosquera.»
Sumándose a estas palabras, su coterráneo Joaquín Rodríguez Asprilla escribió: «Hoy ante la reciente realidad del deceso del ameno y versado profesor, me inclino con mayor admiración y respeto a su memoria. Para unos perdió la política y el partido conservador, uno de sus viejos combatientes; para el Chocó, un hijo ilustre; para la historia, uno de los últimos exponentes del humanismo literario en Colombia. Pero si fuera necesario un epitafio, según preferencias y rasgos de su vida, podría ser este: Aquí yace un creyente, admirador de Suárez y manumiso de San Pedro Claver.»
En este mismo año, la Universidad Pontificia Bolivariana edita e imprime el libro de Manuel Mosquera Garcés, Vigencias de la Cultura, como parte de su Colección "Rojo y Negro." La presentación a este libro estuvo a cargo de Gabriel Henao Mejía, con quien colaboró en el diario "El Pueblo." En este aparte, Henao Mejía declaró: «Manuel Mosquera Garcés es uno de los más limpios escritores de Colombia. Si el quehacer político, el trajín periodístico, el afán parlamentario y la cotidiana y dura brega no le hubieran mermado tiempo y espacio en su labor intelectual, sin duda disfrutaríamos hoy de muchos volúmenes suyos de honda vivencia espiritual, de sosegada madurez sociológica, de acabada estructura programática, todo armado con un estilo muy suyo, muy castizo, muy rico, muy equilibrado y grato.»
Cinco años después de su muerte, el concejo Municipal de la ciudad de Quibdó, por medio del Acuerdo n.º 9 de mayo de 22 de 1975, dispuso la remodelación y cambio de nombre del antiguo parque Rojas Scarpeta, ubicado entre las calles 30 y 31 con carreras 1a y 2a, por el de Manuel Mosquera Garcés. Para dar cumplimiento a esta resolución , la Corporación para el Desarrollo del Chocó, asumió la ejecución y dirección de la obra. Esta remodelación se llevó a cabo gracias a un auxilio parlamentario conseguido por el senador Oscar Luna Valderrama, suplente en el Senado de Manuel Mosquera Garcés, para honrar su memoria. En 2016, el parque fue remodelado como parte del proyecto de adecuación de la Alcaldía de Quibdó del Malecón.
En el 2007, de acuerdo con su familia, se realizó la conmemoración del centenario de su natalicio, y los de Diego Luis Córdoba y Adán Arriaga Andrade. Esta conmemoración fue en el marco de la sexta celebración del Día de la Afrocolombianidad, fecha que por primera vez organizó en Casa de Nariño.